# 眠狂四郎 (1967年のテレビドラマ)
『眠狂四郎』（ねむりきょうしろう）は、1967年（昭和42年）4月3日から9月25日にフジテレビ系列で毎週月曜日の22時から22時45分に放映された連続時代劇。平幹二朗主演。全26回。

## キャスト
- 眠狂四郎 - 平幹二朗
- 文字若 - 姫ゆり子
- 藤岡琢也

## スタッフ
- プロデューサー：五社英雄
- 原作：柴田錬三郎
- 脚本：大野靖子、柴英三郎、星川清司、下飯坂菊馬、播磨幸治、国弘威雄、田坂啓、大垣肇、新藤兼人
- 監督：五社英雄、尾崎長、戸崎春雄、吉田央、横田安正
- 音楽：佐藤勝
- 美術：北川勇
- 制作：フジテレビ

## 主題歌
- 『眠狂四郎』（作詞：五社英雄、作曲：佐藤勝 、歌：原トシハル、発売元：ビクターレコード）

## 放映リスト（サブタイトルリスト）
| 話数 | 初放映日      | サブタイトル   | 脚本                | 監督     | ゲスト                                             |
| ---- | ------------- | -------------- | ------------------- | -------- | -------------------------------------------------- |
| 1    | 1967年 4月3日 | おこよ菩薩     | 大野靖子            | 五社英雄 | 宍戸錠、上原ゆかり、東京ぼん太、菅貫太郎、天本英世 |
| 2    | 4月10日       | 犬死           | 星川清司            | 戸崎春雄 | 川地民夫、石橋エータロー、桜井センリ、村田知英子   |
| 3    | 4月17日       | 地獄舟         | 大野靖子            | 五社英雄 | 三國連太郎、北あけみ                               |
| 4    | 4月24日       | 白首の宿       | 柴英三郎            |          | 西村晃、宮園純子、楠侑子、若水ヤエ子               |
| 5    | 5月1日        | 花博奕         | 大野靖子            | 五社英雄 | 稲垣美穂子、南原宏治、沢村宗之助                   |
| 6    | 5月8日        | 無明剣         | 田坂啓              | 五社英雄 | 岸田今日子、初井言栄、内田良平、岸久美子、菅貫太郎 |
| 7    | 5月15日       | 能面夜桜       | 星川清司            | 戸崎春雄 | 磯村みどり、関敬六、初井言栄、戸田皓久、垂水悟郎   |
| 8    | 5月22日       | 女心記         | 星川清司            | 吉田央   | 野川由美子、佐藤京一、市川小太夫、久松保夫         |
| 9    | 5月29日       | 紅蓮菩薩       | 大野靖子            | 五社英雄 | 藤間紫、宗方勝巳、国景子、新田勝江、若宮忠三郎     |
| 10   | 6月5日        | 悲恋譜         | 大野靖子            | 戸崎春雄 | 山本学、春川ますみ、小杉義男、吉田義夫、新橋耐子   |
| 11   | 6月12日       | 朽ち花         | 下飯坂菊馬 播磨幸治 | 五社英雄 | 天路圭子、山形勲、藤岡重慶、渡辺一博               |
| 12   | 6月19日       | 夢幻花火       | 大野靖子            | 五社英雄 | 瑳峨三智子、加藤嘉、戸上城太郎、川辺久造           |
| 13   | 6月26日       | 時雨女         | 星川清司            | 戸崎春雄 | 宮園純子、金内吉男、Wけんじ、戸浦六宏              |
| 14   | 7月3日        | 悪魔祭         | 大垣肇              | 尾崎長   | 浜村純、堀井永子、河村弘二、松川純子               |
| 15   | 7月10日       | 生々流転       | 柴英三郎            | 戸崎春雄 | 山本麟一、茅島成美、長谷川待子                     |
| 16   | 7月17日       | 流れ者         | 田坂啓              | 五社英雄 | 夏八木勲、万里昌代                                 |
| 17   | 7月24日       | 夫恋暮色       | 大野靖子            | 戸崎春雄 | 中村メイコ、品川隆二、深江章喜、高桐真             |
| 18   | 7月31日       | 贋金づくりの女 | 新藤兼人            | 尾崎長   | 乙羽信子、嵯峨善兵、山本清、宮沢元                 |
| 19   | 8月7日        | 修羅の道       | 星川清司            | 五社英雄 | 市川和子、南原宏治、富永美沙子                     |
| 20   | 8月14日       | 芙蓉乱れ       | 大野靖子            | 尾崎長   | 水野久美、加藤嘉、川辺久造、高橋長英               |
| 21   | 8月21日       | 水月剣         | 田坂啓              | 戸崎春雄 | 根岸明美、井上昭文、山岸映子、頭師佳孝             |
| 22   | 8月28日       | 落花変身       | 星川清司            | 尾崎長   | 服部マリ、青木義朗、内田朝雄、新井茂子             |
| 23   | 9月4日        | 三花無情       | 大野靖子            | 戸崎春雄 | 荒木道子、木村俊恵、吉野佳子、高橋昌也、由利徹     |
| 24   | 9月11日       | 円月殺法逆廻り | 大垣肇              | 尾崎長   | 堀井永子、徳大寺伸、浜村純、宮沢元                 |
| 25   | 9月18日       | 二人の刺客     | 大野靖子            |          | 河原崎長一郎、岸久美子、香川良介                   |
| 26   | 9月25日       | 狂四郎無惨     | 大野靖子            | 五社英雄 | 岩崎加根子、上原ゆかり、中谷一郎、関口銀三         |